# Ludwig Wecke
Carl Ludwig August Wecke (geboren 4. November 1828 in Braunschweig; gestorben 12. August 1849 ebenda) war ein deutscher Xylograph .

## Leben
Er trat im Alter von 15 Jahren als Lehrling in das xylographische Atelier des in Braunschweig ansässigen Vieweg Verlages ein, wo er seine Kunst etwa drei bis vier Jahre unter dem Holzstecher Georg Mezger erlernte. Anschließend arbeitete er bei Vieweg bis zu seinem frühen Tod als Gehilfe.
Weckes Künstlersignaturen in Schreibschrift bestanden aus den verschlungenen Buchstaben LW und der Abkürzung L. Wecke.

## Holzstiche
Stiche Weckes finden sich in folgenden Schriften:
- Joachim Heinrich Campe: Robinson der Jüngere. Ein Lesebuch für Kinder, nach Vorlagen von Ludwig Richter, 40. Auflage, Braunschweig: Vieweg 1848[1]
  - Neudruck von Johannes Merkel, Dieter Richter (Hrsg.), im Anhang: Robinson, der Bürger als Abenteurer. Joachim Heinrich Campe, ein Radikaler im Schuldienst. Zur Text- und Druckgeschichte. Zu den Bildern (= Sammlung alter Kinderbücher, Bd. 1), München: Weismann 1977, ISBN 978-3-921040-51-5; Inhaltsverzeichnis